# Quarantia
Il Consiglio dei Quaranta o Supremo Tribunale della Quarantia o, più semplicemente, Quarantia era uno dei massimi organi costituzionali dell'antica Repubblica di Venezia, con funzioni sia politiche che di Tribunale Supremo.

## Storia
Sembra che la Quarantia fosse istituita sin dal 1179 nell'ambito di quelle riforme costituzionali che trasformarono la monarchia ducale in Stato di forma comunale. Questo organo nacque dunque come assemblea dei quaranta elettori cui spettava a quell'epoca la nomina del Doge. Questi quaranta, a loro volta scelti da nove elettori nominati dall'assemblea popolare, la Concio, dopo aver completato la loro principale funzione con la nomina ducale, permanevano al potere affiancando il Doge nell'amministrazione della giustizia e partecipando, assieme al Consiglio dei Pregadi, al governo dello Stato e alle funzioni legislative, che di sovente venivano loro delegate dal Maggior Consiglio, del quale i quaranta erano membri di diritto.
Dopo la riforma costituzionale del 1297 che, con la Serrata del Maggior Consiglio, mutò la forma dello Stato in Repubblica aristocratica, alla Quarantia venne demandata l'approvazione e il vaglio delle nuove nomine in seno al Maggior Consiglio e al Consiglio dei Pregadi, ma anche, secondo il Maranini, la preparazione dei progetti di legge riguardante la giustizia penale, la gestione del fisco e della moneta 
Nel tempo la Quarantia perse le proprie funzioni legislative e di rappresentanza in favore del Consiglio dei Pregadi e, dopo la creazione attorno al 1380 del Collegio dei Savi, anche le funzioni esecutive le vennero in gran parte sottratte. La Quarantia conservò così da quel momento le funzioni di governo sulla Zecca (definendo titolo delle monete, natura e qualità del conio), la preparazione dei piani finanziari e fiscali da sottoporre al Maggior Consiglio e, soprattutto, la suprema funzione giudiziaria. 
Il tribunale supremo venne nel tempo triplicato per meglio rispondere alle necessità giudiziarie, costituendo nuove quarantie:
1. nel 1441 l'originale Quarantia prese il nome di Criminale e venne affiancata dalla Quarantia Civil;
2. nel 1491 la Quarantia Civil prese il nome di Vecchia e venne affiancata dalla Quarantia Civil Nuova.

## Funzionamento

### Quarantia Criminale
La Quarantia Criminale aveva competenze sui delitti e sui crimini e in generale sul diritto penale. I tre capi della Quarantia sedevano a fianco del Doge e del Minor Consiglio nella Serenissima Signoria, supremo organo di rappresentanza della Repubblica. La conferma della Serenissima Signoria era necessaria per rendere esecutive le pene capitali. Le funzioni di pubblica accusa di fronte a tale magistratura erano sostenute dagli Avogadori de Comùn.

### Quarantia Civil Vecchia
La Quarantia Civil Vecchia aveva competenza sulle questioni inerenti al diritto civile limitatamente alle appellazioni provenienti da Venezia, dal Dogado e dallo Stato da Mar. L'accesso al suo giudizio era sottoposto al preventivo vaglio degli Auditori vecchi alle Sentenze, che vi svolgevano poi il ruolo di pubblica accusa.

### Quarantia Civil Nuova
La Quarantia Civil Nuova aveva competenza sulle questioni inerenti al diritto civile limitatamente alle appellazioni provenienti dai Domini di Terraferma. Agiva come una corte d'appello, dopo che il caso era stato giudicato dagli Auditori nuovi alle Sentenze o dagli Auditori nuovissimi per le cause minori, gli auditori svolgevano poi il ruolo di pubblica accusa. Sia il giudicato che gli auditori erano affiancati da due avvocati ciascuno, una volta finita la consultazione

### Collegi
Per risolvere le cause civili di poca importanza furono istituiti due collegi uno da venticinque membri detto Collegio de'venti Savj e il Collegio de'dodici Savj composto da quindici giudici.

## Composizione
Così come dice il nome ogni Quarantia era composta da quaranta giudici patrizi eletti dal Maggior Consiglio, l'organo si componeva così di 160 giudici eletti. I membri dovevano avere più di 30 anni e in ogni Quarantia potevano esserci al massimo due membri di una casata. Ognuna delle Quarantie inoltre sceglieva tre capi e due vice-capi che si alternavano ogni 2 mesi, dato che i tre capi della Quarantia erano parte della Serenissima Signoria spesso durante i processi erano sostituiti dai Consiglieri da basso. Una volta eletto il giudice trascorreva otto mesi in ognuna delle quattro quarantie secondo un ordine di progressiva importanza: servivano prima nei Collegi, poi nella Quarantia Civil Nuova, nella Quarantia Civil Vecchia e infine nella Quarantia Criminale. Dopo aver officiato per 2 anni e 8 mesi la carica poteva essere detenuta in modo permanente in caso di continua rielezione da parte del Maggior Consiglio. La carica di giudice della Quarantia era molto ambita per via del grande potere che ne derivava, ma non era molto remunerata. Loro stessi potevano cooptare in caso di vacanza nuovi giudici.